# Ausia
Ausia fenestrata
Genre
Espèce
Ausia est un genre éteint d'animaux marins, découvert en un seul exemplaire en Namibie et provisoirement classé dans le sous-embranchement des tuniciers. La seule espèce rattachée au genre est Ausia fenestrata,.

## Datation
La formation géologique « Nama » de Namibie, dans laquelle le spécimen d'Ausia fenestrata a été découvert, est en très grande partie datée de l'Édiacarien, c'est-à-dire d'il y a environ entre 635 et 540 Ma (millions d'années). Seule sa partie sommitale est d'âge cambrien.

## Description
Ce fossile de 5 centimètres de long présente la forme d'un sac se rétrécissant en cône à une extrémité. La surface de l'organisme est recouverte de dépressions ovales (« fenêtres ») régulièrement espacées sur la surface à la manière de rangées concentriques/parallèles. Ces « fenêtres » ont donné son nom à l'espèce, Ausia fenestrata.

## Interprétations taxonomiques

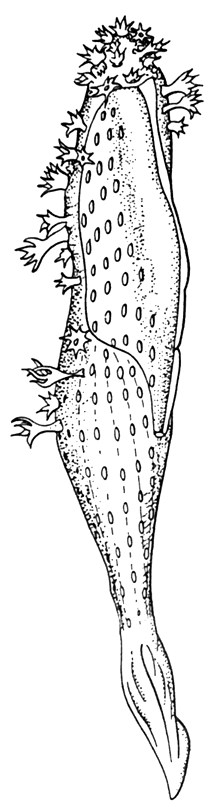
Ausia fenestrata
Hypothèse d'une morphologie de type corail (vérétilles).

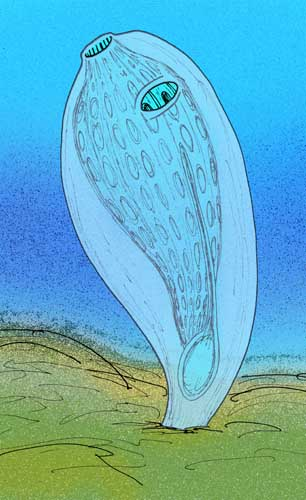
Ausia fenestrata
Hypothèse d'une morphologie de type tunicier.

La position taxonomique d'Ausia fenestrata fait l'objet de nombreux débats et les paléontologues ne sont pas encore arrivés à un consensus sur le sujet.
Parmi les nombreuses hypothèses retenues :

## Corail
Les inventeurs de l'espèce, Hahn et Pflug en 1985, le décrivent comme un cnidaire fixé en fond de mer, un corail de l'ordre des pennatules et de la famille des vérétilles.

## Archéocyathe
En 1996, le paléontologue russe Mikhail Fedonkin le considère comme un ancêtre des archéocyathes ou des éponges.
Les archéocyathes sont des organismes fossiles calcifiés, fixés, dépourvus de spicules, qui ont construit des récifs durant le Cambrien.

## Éponge
Mark A. S. McMenamin en 1998 abonde dans ce sens en tranchant pour une vraie éponge.

## Tunicier
Après réexamen du fossile et d'organismes similaires de plus grande largeur (9 centimètres) découverts sur les bords de la mer Blanche en Russie et nommés Burykhia, P. Vickers-Rich et Mikhail Fedonkin, entre 2007 et 2012, en arrivent à la conclusion qu'il s'agit d'un tunicier, donc un chordé, proche des ascidies, animaux benthiques filtreurs,,. Les tuniciers ne sont classiquement connus que depuis le Cambrien inférieur. Trois organismes de l'Édiacarien, soit au moins 35 Ma (millions d'années) plus tôt, sont des candidats pour être rattachés à ce sous-embranchement :  Ausia, Burykhia et Yarnemia.

## Mollusque
Enfin en 2009, le paléontologue polonais Jerzy Dzik, le rapproche de fossiles du Cambrien inférieur et moyen de la famille des halkieriidés, animaux à symétrie bilatérale qui pourraient être considérés comme des mollusques.